# Нгила, Джейн Кэтрин
Джейн Кэтрин Нгила — заведующая кафедрой химических наук Йоханнесбургского университета. Её работа сосредоточена на применении нанотехнологий для очистки воды. Является исполняющей обязанности исполнительного директора Африканской академии наук и членом Академии наук Южной Африки.

## Карьера
Нгила получила степень бакалавра в 1986 году и степень магистра наук в 1992 году в Университете Кеньятты в Найроби, Кения. Правительство Австралии присудило ей стипендию AIDAB/EMSS. Нгила получила докторскую степень в области аналитической и экологической химии в Университете Нового Южного Уэльса, Австралия, в 1996 году. Она начала свою карьеру в качестве преподавателя химического факультета Университета Кеньятты в 1989 году, а в 1996 году была назначена там лектором. Позже она работала в Университете Ботсваны (1998—2006), а затем в качестве старшего преподавателя в Университете Квазулу-Натал (2006—2011). В 2011 году она была назначена профессором прикладной химии в Йоханнесбургском университете. Нгила была заместителем директора Института нефти и газа Морендата (MIOG), Kenya Pipeline Company.

## Исследования
В центре внимания исследований Нгилы находится очистка воды с помощью химических смол и других адсорбентов. Нгила — автор и соавтор более 150 статей и обзорных статей. Её текущий индекс Хирша — 32.

## Награды
- Премия Африканского союза Кваме Нкрума за выдающиеся достижения в области науки, 2016 год[10].
- Премия Л’Ореаль-ЮНЕСКО «Женщины в науке», 2021 год.